# Ромул Сильвий
Ромул Сильвий (лат. Romulus Silvius) — мифический царь Альба-Лонги. Легенды описывают его как нечестивого тирана, бросившего вызов богам и покаранного Юпитером.

## Биография

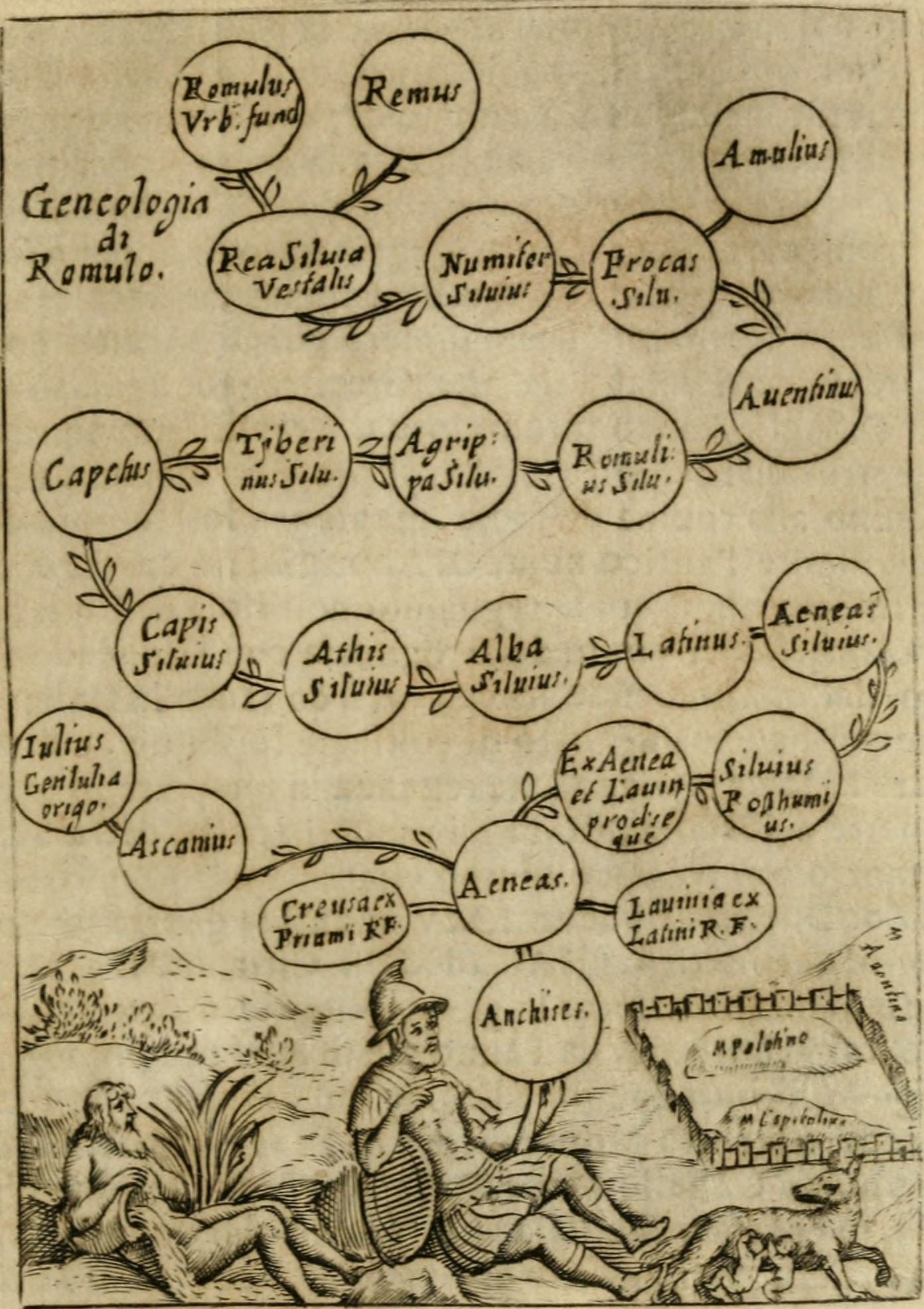
Генеалогическое древо Энеидов из книги Филиппо де Росси «Ritratto di Roma antica». 1654 год

Согласно преданию Альба-Лонга была основана Асканием как колония Лавиния. Город был столицей Латинского союза и важным религиозным центром. Альба-Лонгой правили цари из рода Сильвиев, потомки брата или сына Аскания. Из этой династии, по материнской линии, происходили близнецы Ромул и Рем — основатели Рима.
Французский историк XVIII века Луи де Бофор первым высказал мнение об искусственности списка царей Альба-Лонги. Данная теория была поддержана последующими учёными и остаётся общепризнанной. Список служил для заполнения трёхсотлетней лакуны между падением Трои и основанием Рима. Кирби Смит считал, что список был создан греческим учёным Александром Полигистором. Также он предполагал, что к формированию списка могли быть причастны представители патрицианского рода Юлиев, которые претендовали на происхождение от Энея и, следовательно, на родство с царями Альба-Лонги. Археологические открытия XX века позволили судить, что список был сформирован Квинтом Фабием Пиктором или кем-то из его предшественников. По мнению Александра Грандаззи, первоначальный список был создан в середине IV века до н. э.
Большинство древних авторов отцом Ромула называют десятого царя Альба-Лонги Агриппу Сильвия, только Овидий в «Метаморфозах» и Иоанн Зонара называют его сыном Тиберина, пропуская, таким образом, одно поколение. Также Овидий единственный упоминает о младшем брате Ромула — Акроте. Примечательно, что в «Фастах» поэт придерживается общепринятой версии и называет отцом царя Агриппу.
Согласно Дионисию Галикарнасскому, Ромул Сильвий правил в течение 19 лет. Роланд Ларош считал это число искусственным. Исходя из срока правления предшественника Ромула — 41 год, их общее время правления длилось 60 лет, что составляет ровно два поколения по тридцать лет.
У древних авторов имя царя разнится. Тит Ливий и Евсевий Кесарийский называют его Ромул, Дионисий — Аллодий, Овидий — Ремул, Диодор Сицилийский — Аррамулий, Аврелий Виктор — Аремул, Зонара — Амулий. Имена царя восходят от имени основателя Рима: Ромул, Ремул, Аремул и от имени его дяди — Амулия. Вариант Аррамулий возник в результате испорченого источника или слияния имён Амулия и Ромул. Тождество имён Аллодий и Амулий было доказано Конрадом Трибером.
По мнению Конрада Тибера, имя Ромул было включено в царский список, чтобы польстить Октавиану Августу (так же, как имя царя Агриппы Сильвия должно было указывать на сподвижника императора — Марка Випсанию Агриппу). Октавиан рассматривал имя Ромул как один из вариантов своего нового имени.

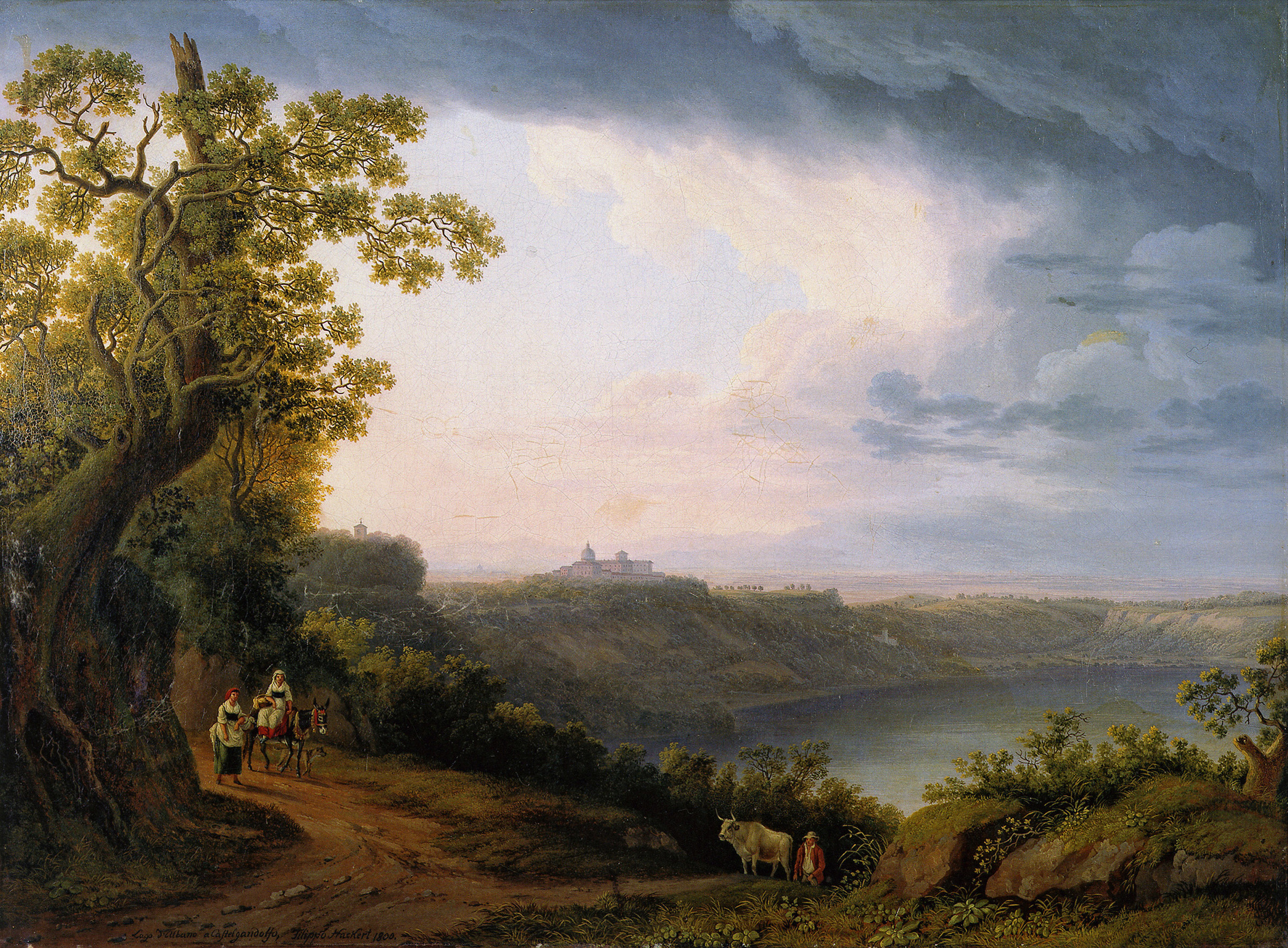
Якоб Филипп Хаккерт. Вид на Альбанское озеро и замок Гандольфо. 1800 год

В работах древних историков Ромул Сильвий предстает в образе высокомерного тирана, бросившего вызов богу Юпитеру. Согласно Диодору, во время грозы царь приказал своим воинам бить копьями о щиты. И говорил, что его солдаты производят больший шум, нежели бог. По Дионисию, Аллодий приказал сделать подобия молний и механизм, издающий звуки грома. С их помощью царь устрашал народ ложными знамениями. Вскоре царь был убит молнией, подхвачен вихрем и сброшен в Альбанское озеро. Согласно другой версии, во время землетрясения царь провалился в Альбанское озеро вместе со своим дворцом. Согласно Дионисию, в ясную погоду во время отлива можно было увидеть руины дворца.
По мнению Кирби Смита, легенда о Ромуле Сильвии была создана греческими историками путём соединения двух сюжетов. Первый — это местное предание о затонувшем городе на дне Альбанского озера. Ещё в XIX веке местные жители рассказывали схожую легенду. Второй сюжет — это «подозрительно похожий» миф о греческом герое Салмонее. Российский исследователь Александр Коптев указывал, что третий римский царь — Тулл Гостилий — умер похожей смертью. Его наказал Юпитер за неподобающее отношение и высокомерие. Робин Хард считал Ромула Сильвия наряду с Латином Сильвием и Энеем Сильвием «тенями» своих более известных тёзок.
Согласно Овидию, Ромулу Сильвию должен был наследовать его младший брат — Акрота, однако он уступил власть Авентину Сильвию, сыну Ромула. Хроника Иеронима называет Авентина старшим сыном царя и упоминает младшего — Юлия. Правнуком Юлия был Прокул Юлий, патриций засвидетельствовавший превращение основателя Рима в бога Квирина.
Статуя Ромула Сильвия была установлена на Форуме Августа вместе со статуями остальных царей Альба-Лонги.